# 若狭野古墳
若狭野古墳（わかさのこふん）は、兵庫県相生市若狭野町若狭野にある古墳。形状は方墳。兵庫県指定史跡に指定されている。

## 概要
兵庫県南西部、若狭野平野の北方山地の麓（標高約42メートル）に築造された古墳で、南側には旧山陽道が通る。これまでに墳丘南側で採土によって改変されているほか、1980年（昭和55年）に測量調査が実施されている。
墳形は方形。墳丘は3段築成で、下段は東西約15メートル・高さ約0.4メートル、中段は東西1.26メートル・高さ約0.5メートル、上段は東西7.83メートル・高さ約2メートルを測り、各段の縁には割石積み（外護列石）を巡らす。また下段東側では幅約2メートル・深さ約0.4メートルの周溝が認められる。埋葬施設は横穴式石室（横口式石槨）で、南南東方向に開口する。組合式石棺の長辺に羨道を付すような、特異な横口式石槨状構造の石室で、高句麗の影響を受けて成立したと推測される。副葬品は詳らかでない。築造時期は古墳時代終末期の7世紀後半頃と推定される。
古墳域は1985年（昭和60年）に兵庫県指定史跡に指定されている。

## 遺跡歴
- 1980年（昭和55年）、相生市史編纂に伴う測量調査（天理大学博物館学研究室、1982年に報告）。
- 1985年（昭和60年）3月26日、兵庫県指定史跡に指定。

## 埋葬施設

石室俯瞰図

石室展開図

埋葬施設としては横穴式石室（横口式石槨）が構築されており、南南東方向に開口する。組合式石棺形状の玄室の長辺に羨道を付すような、特異な横口式石槨状構造の石室である。石室の規模は次の通り。
- 石室全長：6.2メートル
- 玄室：長さ1.1メートル、幅1.44メートル、高さ1.29メートル
- 羨道：長さ4.78メートル

石室の石材は近辺の溶結凝灰岩。玄室は横長で、奥壁・左右側壁・床・天井をいずれも一枚石とする。玄門には柱状の石を立てて、その間に板石を閉塞石として置く。羨道の天井は玄室よりも高く、床は小礫敷である。
若狭野古墳の石室構造は、従来の石室からは派生しがたいとされ、高句麗の土浦里1号墳などに祖形を求める説が挙げられている。また墳丘・石室は高麗尺（1尺は35.5センチメートル）の築造企画で構築されたとされる。

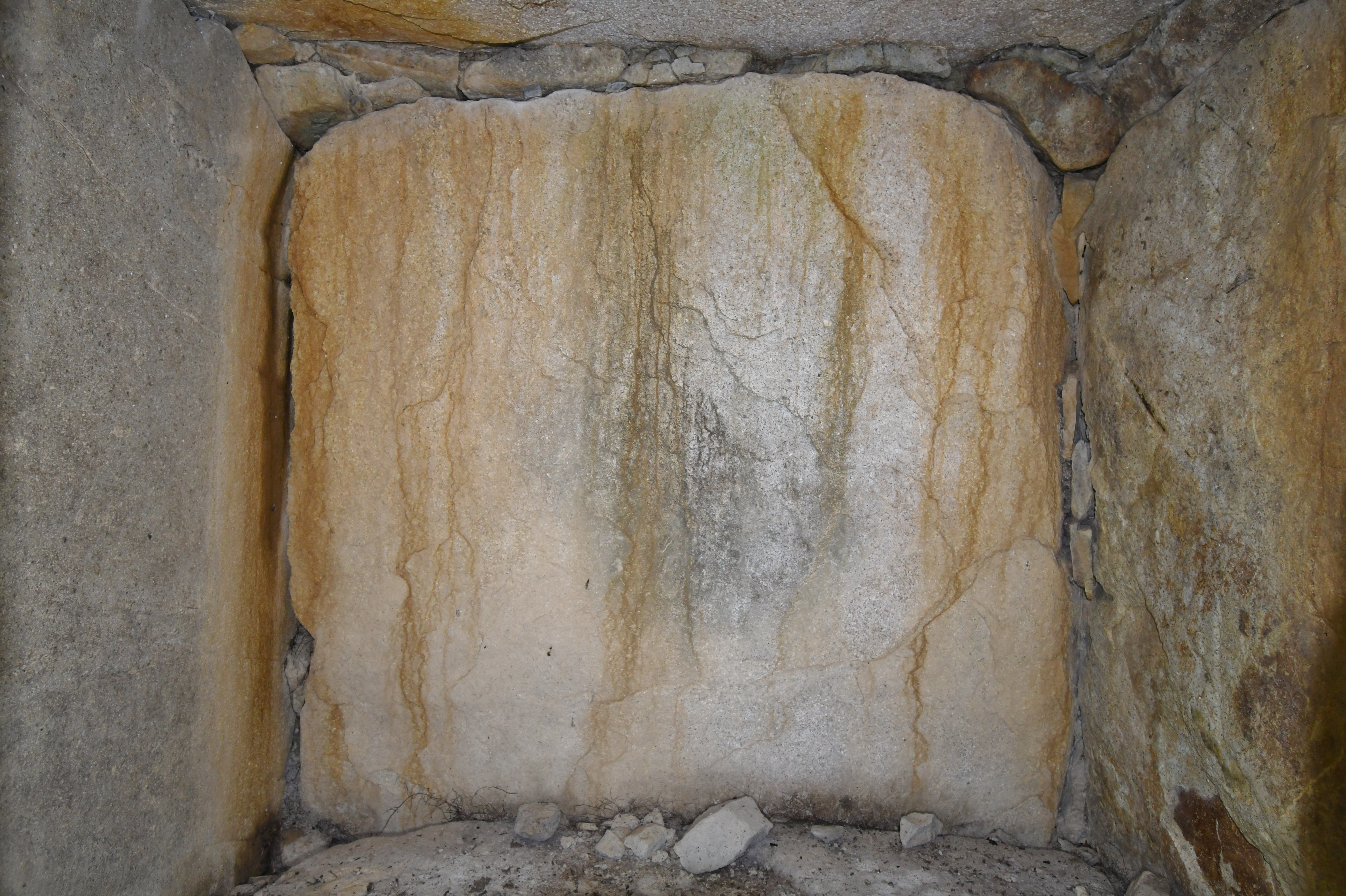
玄室（奥壁方向）
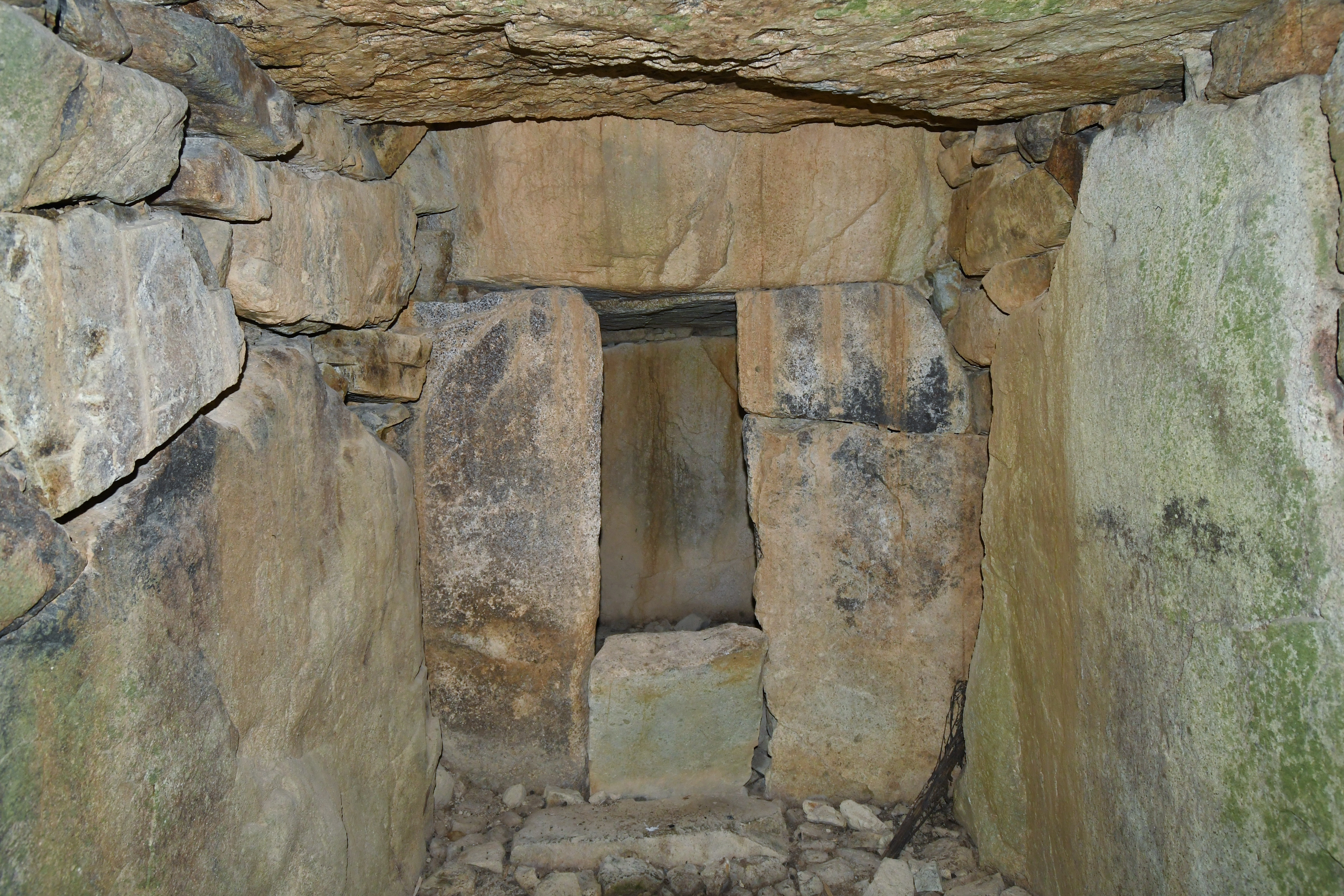
玄門（玄室方向）
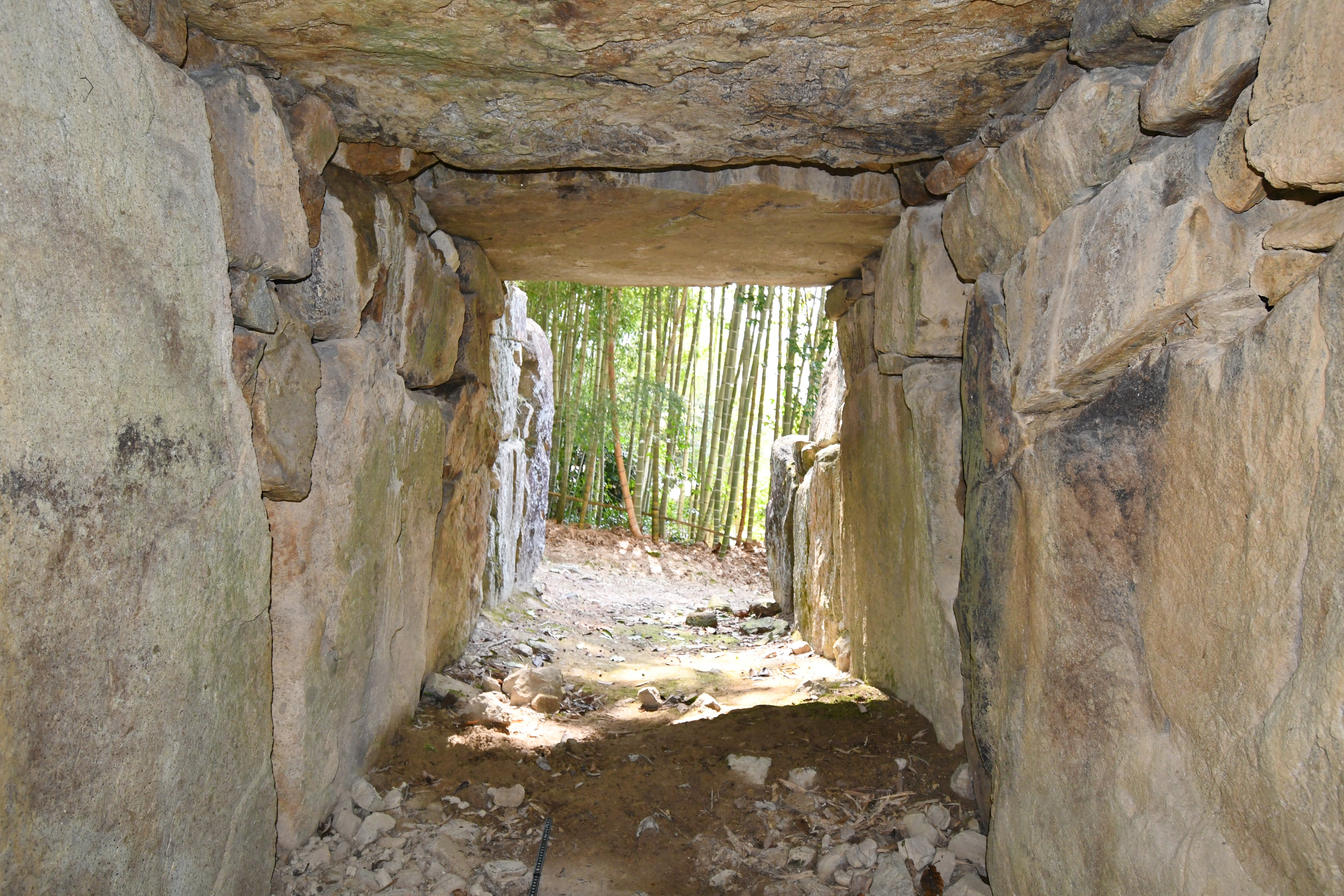
羨道（開口部方向）
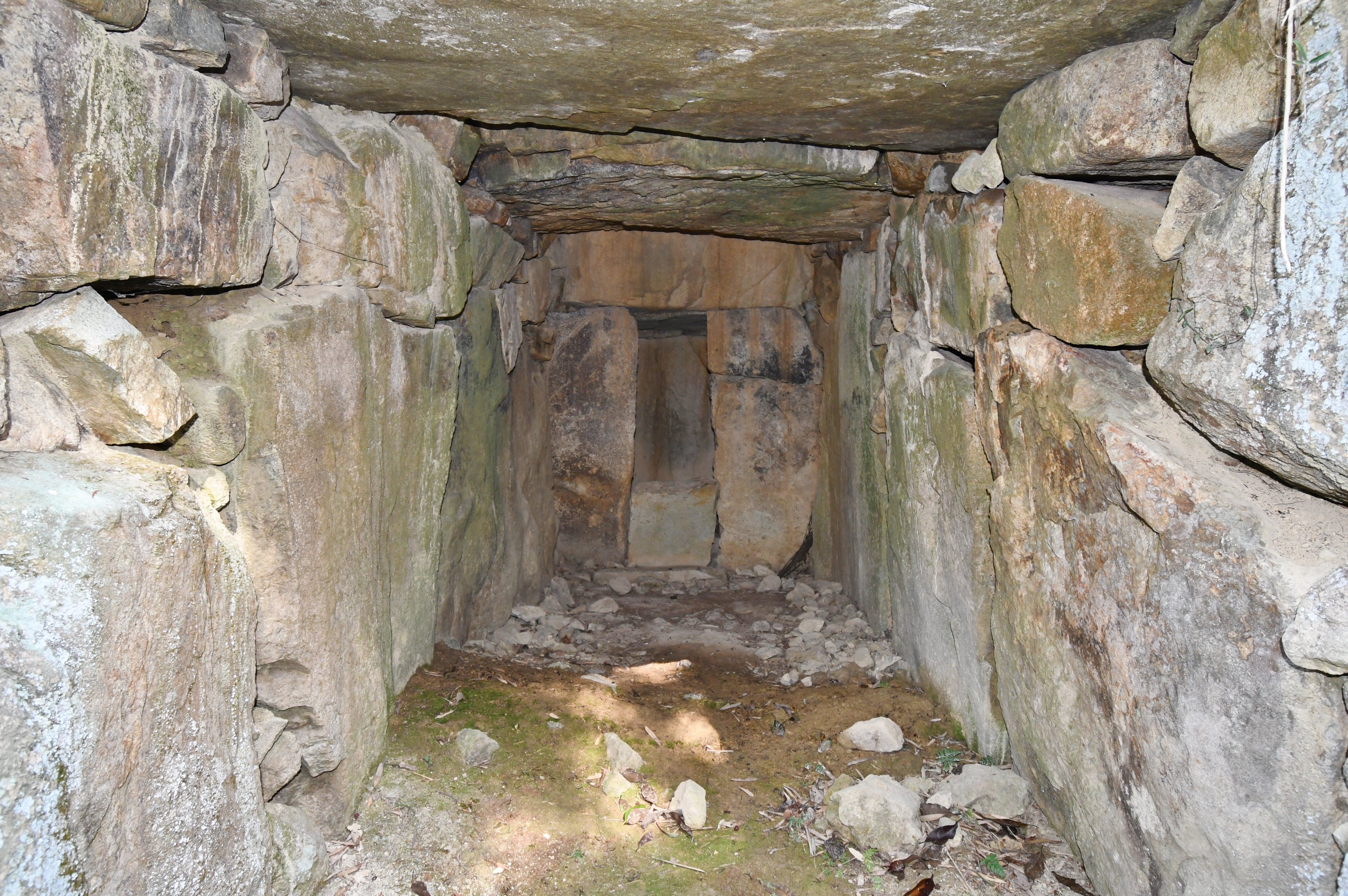
羨道（玄室方向）
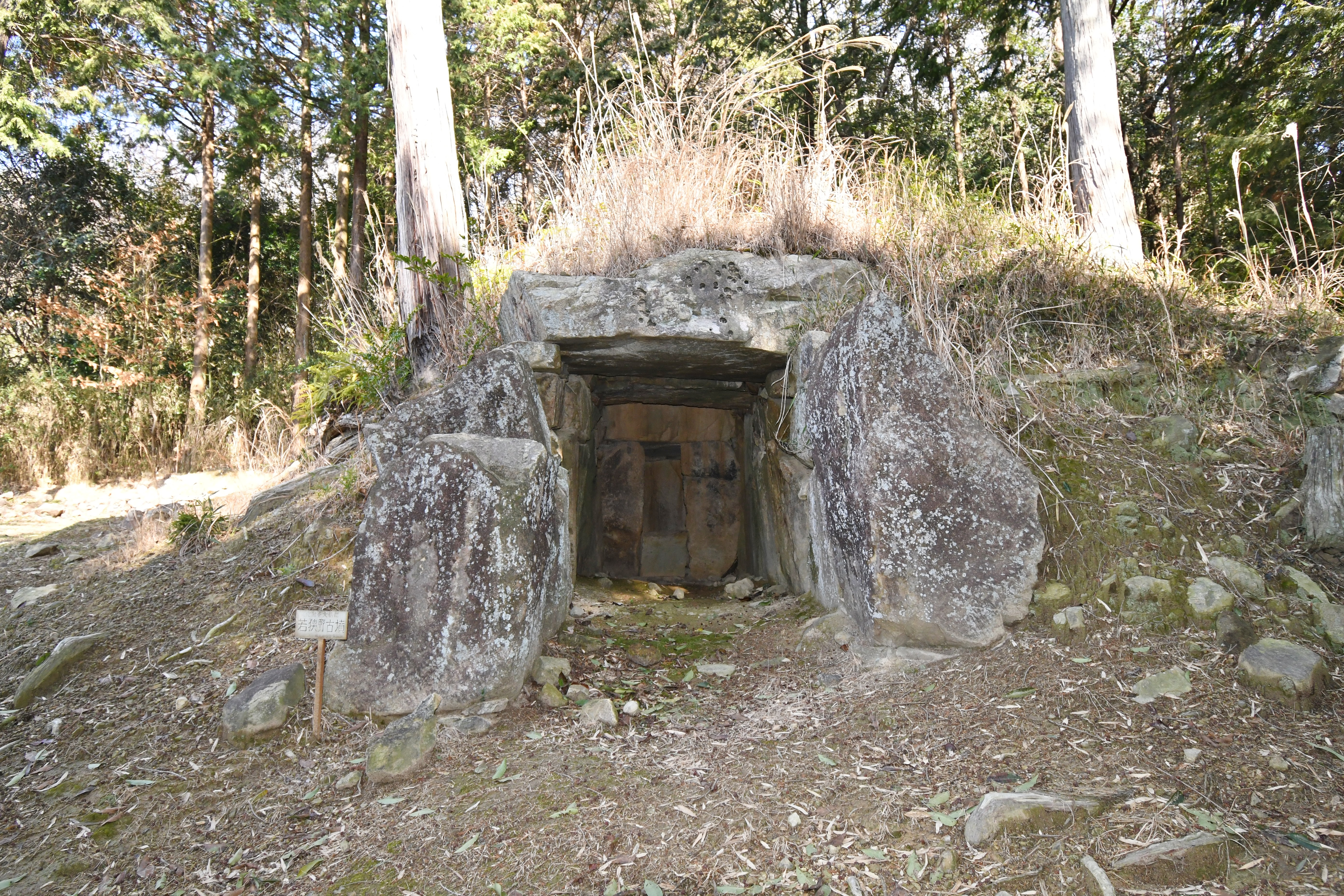
開口部

## 文化財

### 兵庫県指定文化財
- 史跡
  - 若狭野古墳 - 1985年（昭和60年）3月26日指定。

## 関連施設
- 相生市立歴史民俗資料館（相生市那波南本町）

## 関連文献
（記事執筆に使用していない関連文献）
- 天理大学博物館学研究室 編『若狭野古墳 1980年8月調査 -兵庫県相生市大字若狭野字寺山-』相生市史編纂室、1982年。
- 『相生市史』 第5巻、相生市、1989年。
- 『那波野古墳・若狭野古墳と播磨の終末期古墳 -令和2年度（2020年度）特別展 展示解説-』相生市立歴史民俗資料館、2020年。